# Akeleiblättrige Wiesenraute
Die Akeleiblättrige Wiesenraute (Thalictrum aquilegiifolium), auch Amstelraute genannt, ist eine Pflanzenart, die zur Familie der Hahnenfußgewächse (Ranunculaceae) gehört. Sie ist in Eurasien verbreitet.

## Beschreibung

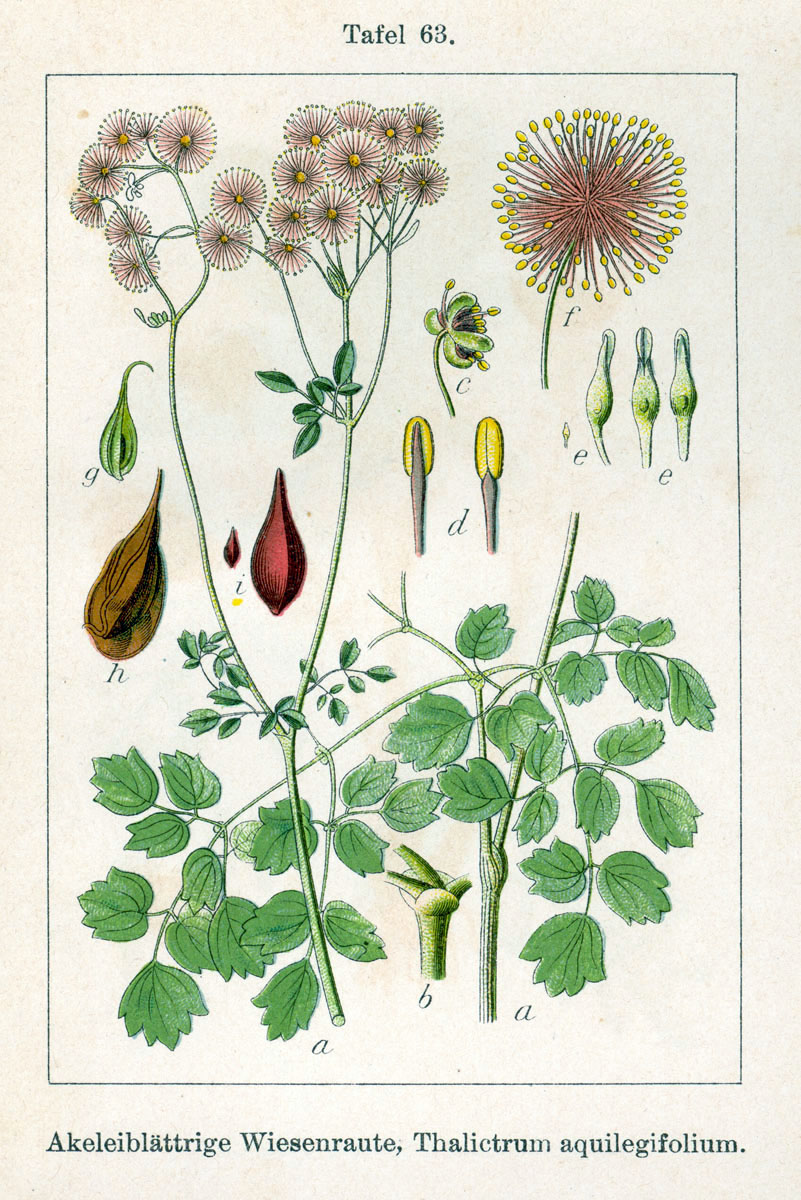
Illustration aus Sturm

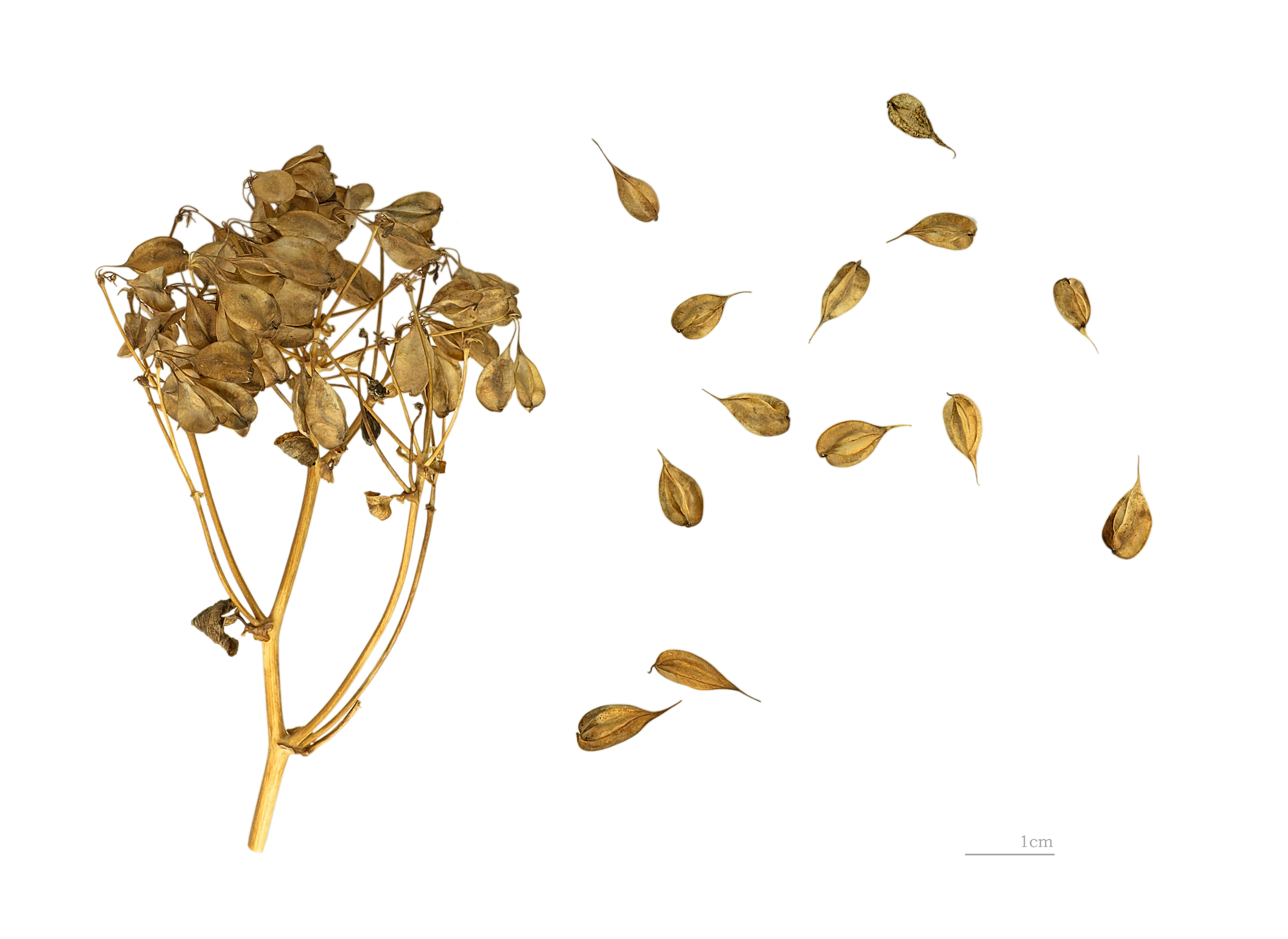
Früchte

### Vegetative Merkmale
Die Akeleiblättrige Wiesenraute ist eine ausdauernde krautige Pflanze, die Wuchshöhen von bis zu 150 Zentimetern erreicht. Die Laubblätter sind zwei- bis dreifach gefiedert und enthalten einen gelben Farbstoff, der zum Färben von Wolle genutzt wurde. Die Blätter ähneln sehr denen der Akelei.

### Generative Merkmale
Die kompakte Rispe enthält zahlreiche blaue bis hellviolette (selten weiße) Blüten. Die Staubblätter sind zahlreich und in einer Kugel büschelig angeordnet. Sie sind auffallend gefärbt und übernehmen statt der Blütenhüllblätter (Kronblätter) die Funktion des Schauapparates. Dies ist einmalig in der heimischen Flora, findet sich aber beispielsweise auch im Mittelmeerraum bei Myrten, australischen Eukalypten und afrikanischen Akazien. Die Staubfäden sind verdickt. Die Pflanze bietet Pollen statt Nektar und sichert durch ihren Schauapparat die Bestäubung durch Insekten. Die Blütezeit reicht von Mai bis Juni.
Die lang gestielte Frucht ist glatt, ohne Rippen, und dreikantig geflügelt; sie hängt im Laufe der Fruchtreife.
Die Akeleiblättrige Wiesenraute ist diploid mit einer Chromosomenzahl von 2n = 14.

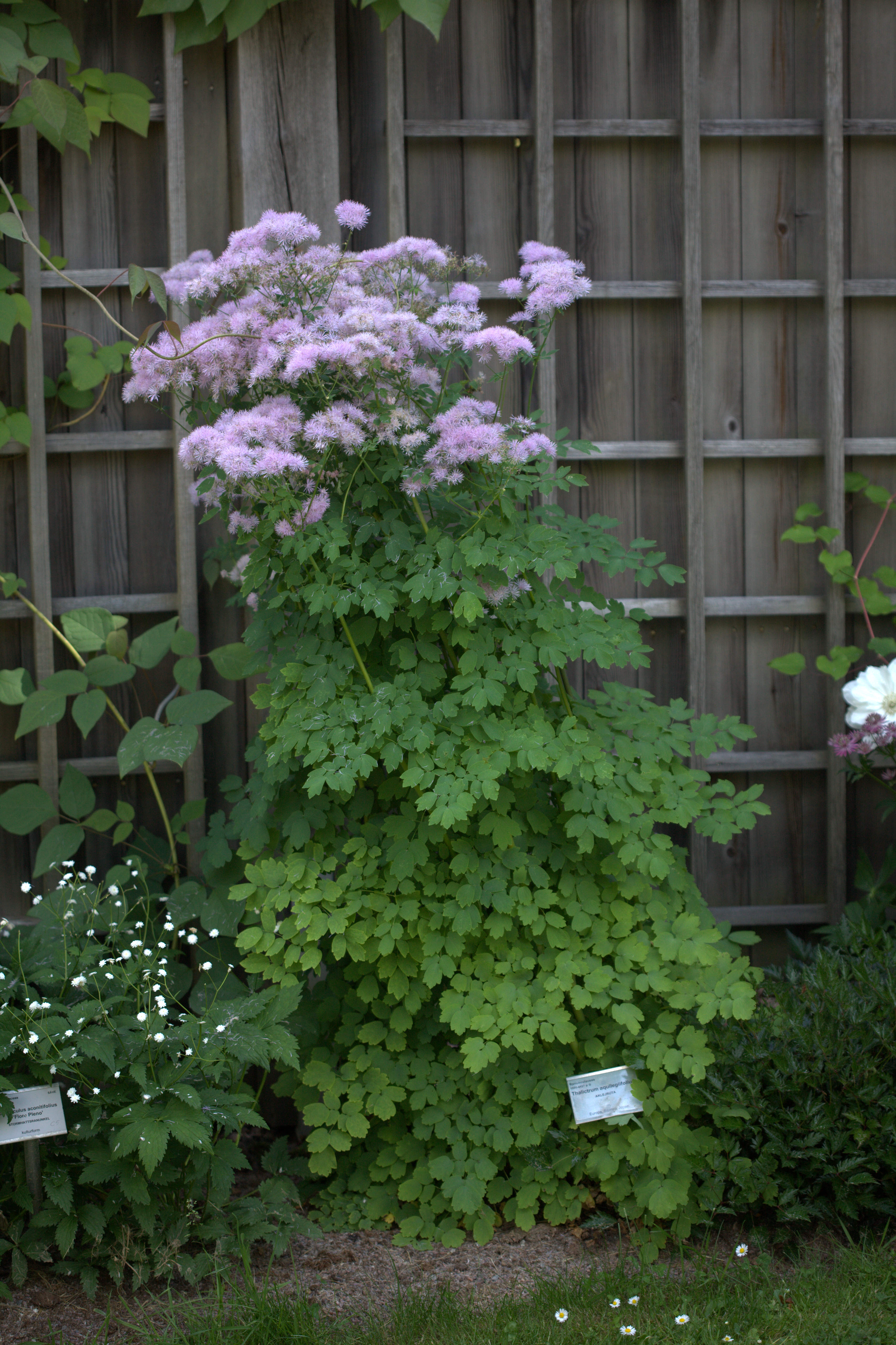
Akeleiblättrige Wiesenraute (Thalictrum aquilegiifolium)

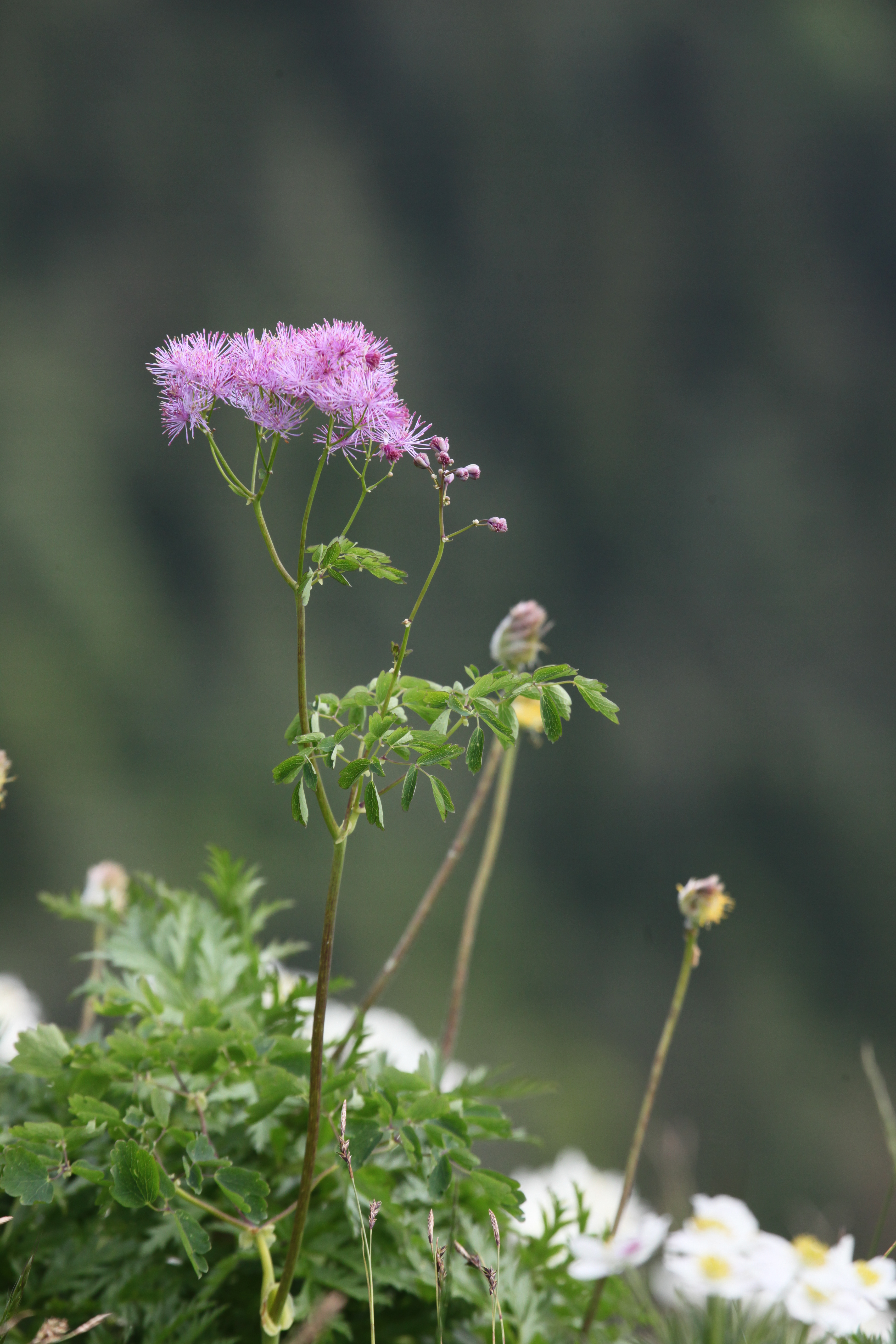
Akeleiblättrige Wiesenraute am Creux du Van im Schweizer Jura

## Vorkommen
Die Akeleiblättrige Wiesenraute ist in Europa von Nordspanien bis Südschweden und über Osteuropa bis Ostasien weitverbreitet. In Mitteleuropa kommt die Akeleiblättrige Wiesenraute hauptsächlich in den Alpen und Voralpen vor.
In den Allgäuer Alpen steigt sie im Tiroler Teil am Gumpensattel an der Rothornspitze bis zu 2277 m Meereshöhe auf.
Die Akeleiblättrige Wiesenraute in Mitteleuropa gedeiht in feuchten Gebüschen und Auenwäldern bis in subalpine Hochstaudenfluren hinein. Sie gedeiht am besten auf bevorzugt stickstoffreichen, basischen Böden. Sie ist in manchen Gebieten Charakterart des Alnetum incanae (Verband Alneto-Ulmion), kommt aber auch in Gesellschaften der Ordnung Molinietalia, des Verbands Aegopodion oder im Gebirge des Verbands Adenostylion vor.
Die ökologischen Zeigerwerte nach Landolt et al. 2010 sind in der Schweiz: Feuchtezahl F = 4w+ (sehr feucht aber stark wechselnd), Lichtzahl L = 3 (halbschattig), Reaktionszahl R = 4 (neutral bis basisch), Temperaturzahl T = 2+ (unter-subalpin und ober-montan), Nährstoffzahl N = 3 (mäßig nährstoffarm bis mäßig nährstoffreich), Kontinentalitätszahl K = 3 (subozeanisch bis subkontinental).
Im deutschen Mittelgebirge und in den  Alpen kommt die Akeleiblättrige Wiesenraute selten vor und gehört deshalb auch zu den schonungsbedürftigen Pflanzen.

## Taxonomie
Der wissenschaftliche Name Thalictrum aquilegiifolium wurde 1753 von Carl von Linné in Species Plantarum erstveröffentlicht.

## Volksheilkunde
Sie wurde früher als Heilkraut gegen Wechselfieber angewendet. Weitere Volksnamen dieser Pflanzenart sind Kaisertee, Brusttee und Lungenkraut.